# Refraktive Röntgenlinse

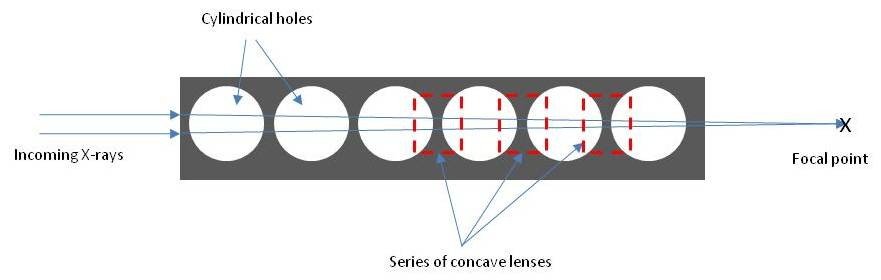
Zusammengesetzte refraktive Röntgenlinse

Eine refraktive Röntgenlinse ist eine Linse, die Röntgenstrahlung durch Brechung fokussiert. Sie werden neben anderen fokussierenden Röntgenoptiken, wie auf Totalreflexion oder Braggreflexion basierenden Röntgenspiegeln, Vielschichtsystemen und Fresnel-Zonenplatten benutzt.
Refraktive Röntgenlinsen galten lange Zeit als technisch nicht realisierbar, da der Brechungsindex für Röntgenstrahlung in allen Materialien sehr nahe bei (und knapp unter) eins liegt und Röntgenstrahlung außerdem in Festkörpern relativ stark absorbiert wird. 

„Daß man mit Linsen die X-Strahlen nicht konzentrieren kann, ist nach dem Mitgeteilten selbstverständlich."“

Dass eine solche Linse dennoch gebaut und effizient eingesetzt werden kann, wurde erst 1996 gezeigt. Dazu dienen häufig Materialien mit einer niedrigen Ordnungszahl wie Beryllium, Bor, Aluminium, oder auch Polymer. Anatoly Snigirev et al. demonstrierten 1996 eine funktionsfähige refraktive Röntgenlinse in Gestalt einer Anordnung von Bohrungen in einem leichten Metall. Dieses Prinzip hat in viele Geräte Eingang gefunden.
Da der Brechungsindex von Materie für Röntgenstrahlung – anders als für sichtbares Licht – kleiner als eins ist, wirken solche konkaven Hohlräume bündelnd, ähnlich wie eine konvexe Glaslinse für sichtbares Licht. Da die Öffnungsweite (Apertur) der Röntgenlinsen in der Praxis ähnlich groß ist wie ihr Durchmesser, müssen sie aus optischen Gründen zur Vermeidung sphärischer Aberrationen parabolisch geformt sein, d. h. die Hohlräume sind zylindrische Paraboloide oder Rotationsparaboloide. Wegen der schwachen Brechkraft des Materials für Röntgenstrahlung ist es zum Erreichen einer hinreichend kurzen Brennweite meist erforderlich, eine größere Zahl von Hohlräumen/Linsen hintereinander zu stapeln. So entsteht eine zusammengesetzte Linse (compound refractive lens).
Am Markt verfügbare Linsen sind für Röntgenstrahlen mit Photonenenergien von etwa 6 bis 120 keV geeignet. Die daraus hergestellten Optiken können bei Verwendung für bildgebende Verfahren Details bis hinunter zu Größen von 50 nm auflösen. Praktisches Einsatzgebiet ist die Röntgenmikroskopie für Objekte im Submikrometerbereich. Röntgenteleskope arbeiten dagegen mit Spiegeln.

## Arten von Röntgenlinsen

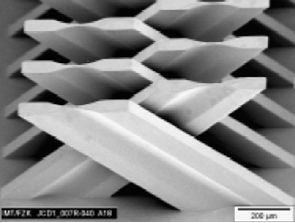
Refraktive Röntgenlinse in Form gekreuzter Zylinderlinsen aus Kunststoff, hergestellt mit einem Röntgen-LIGA-Verfahren (Rasterelektronenmikroskop-Aufnahme)

Es gibt mehrere Arten refraktiver Röntgenlinsen. Solche aus Lochreihen bestehen aus einem Aluminium- oder Berylliumquader, in den zwei Reihen senkrecht zueinander stehender Löcher gebohrt sind, um eine Linse mit Punktfokus zu bilden. Diese Optiken haben zwei große Nachteile. Zum einen war die Absorption relativ hoch, weil die Stege zwischen zwei Bohrlöchern nicht beliebig dünn werden konnten. Zum anderen weisen solche Linsen auf Grund der runden Bohrlöcher starke sphärische Aberration auf. Diesem kann man durch parabolische geformte Löcher (zum Beispiel durch Prägung hergestellt) entgegenwirken. Bei Linsen aus Blasen in Kapillaren aus Epoxydharz ist die Herstellung recht einfach, jedoch leiden diese Linsen unter sphärischer Aberration. „Alligatorlinsen“, auch als „Multi-Prismenlinsen“ bezeichnet, bestehen aus zwei einander gegenüberstehenden und sich nähernden Reihen von Mikroprismen. Ein Punktfokus lässt sich erreichen, indem zwei Alligatorlinsen rechtwinklig aufeinander stehend hintereinander angeordnet werden. Durch Ändern des Kippwinkels der zwei Reihen zueinander lässt sich die Brennweite wählen. Die Abbildung ist frei von sphärischer Aberration. Gerollte Prismen-Röntgenlinsen bestehen aus einer strukturierten Polymerfolie, die zur Spirale aufgerollt ist.